# Municipio de Freeborn (Dakota del Norte)
El municipio de Freeborn (en inglés: Freeborn Township) es un municipio ubicado en el condado de Eddy en el estado estadounidense de Dakota del Norte. En el año 2010 tenía una población de 102 habitantes y una densidad poblacional de 1,08 personas por km².

## Geografía
El municipio de Freeborn se encuentra ubicado en las coordenadas 47°47′59″N 98°37′7″O / 47.79972, -98.61861. Según la Oficina del Censo de los Estados Unidos, el municipio tiene una superficie total de 94.23 km², de la cual 93,39 km² corresponden a tierra firme y (0,9 %) 0,84 km² es agua.

## Demografía
Según el censo de 2010, había 102 personas residiendo en el municipio de Freeborn. La densidad de población era de 1,08 hab./km². De los 102 habitantes, el municipio de Freeborn estaba compuesto por el 99,02 % blancos, el 0,98 % eran amerindios. Del total de la población el 0 % eran hispanos o latinos de cualquier raza.